# Louise Zeller
Louise Zeller, születéskori nevén Louise Pichler (Wangen bei Göppingen, 1823. január 16. – Stuttgart, 1889. november 20.) német írónő, történelmi regények szerzője, Ottilie Wildermuth mellett a legjelentősebb délnémet (vagy legalábbis sváb)  ifjúsági és népi író.

## Pályafutása
Szegény családból származott, apja lelkész volt. 1847-ben kezdett történelmi regényeket írni. Az 1850-es évek végéig születési neve alatt regényeket és novellákat publikált; munkáival anyagilag is támogatni tudta családját. Házassága után - néhány új műve kiadását leszámítva - a háztartás vezetésére szorítkozott. Házassága után korábbi művei is megjelentek az immár ismertebb Louise Zeller néven. Művei saját korában a német nyelvterületen kívül is figyelemre méltó forgalmat bonyolítottak le. 
Hartmut Eggert szerint egyik megkülönböztető jegye az volt, hogy a korban szokásos történelmi regényektől eltérően nem csak egy főhősre koncentrált, hanem egy nem elhanyagolható mellékszálat is szőtt műveibe. Az 1850-es évek végétől kezdve - a műfaj többi kortárs képviselőjéhez hasonlóan - regényeiben előtérbe került a hazafiság. Valamennyi regénye és elbeszélése szülőföldje, Württemberg és a Hohenstaufenek környezetében játszódott.

## Művei
- Der Kampf um Hohentwiel. Eine geschichtliche Erzählung, Steinkopf. Stuttgart 1847.
- Friedrich von Hohenstaufen der Einäugige. Historischer Roman, Herbig, Leipzig 1853.
- Der letzte Hohenstaufe. Historischer Roman, Herbig, Leipzig 1855–1856.
- Heinrich des Vierten Vermählung mit Bertha von Susa, Historischer Roman, Herbig, Leipzig 1856.
- Le fils d'adoption. Episode le la guerre de trente ans, Toulouse 1857
- Aus böser Zeit. Vaterländischer Roman aus dem 30jährigen Kriege, Herbig, Leipzig 1859.
- Vergangene und vergessene Tage. Ein vaterländischer Roman aus den französischen Raubkriegen des 17. Jahrhunderts, Grunow, Leipzig 1860.
- Die Kaiserbraut. Historischer Roman, Grunow, Leipzig 1864.
- Heinrichs des Ersten Söhne, 1873
- Die Burg Wildegg und ihre Bewohner bis 1484, 1885
- Die letzten Grafen von Achalm, Geschichtliche Erzählung, Fleischhauer & Spörer, Stuttgart 1900

## Fordítás
- Ez a szócikk részben vagy egészben  a   Louise Zeller című német Wikipédia-szócikk ezen változatának fordításán alapul.  Az eredeti cikk szerkesztőit annak laptörténete sorolja fel. Ez a jelzés csupán a megfogalmazás eredetét és a szerzői jogokat jelzi, nem szolgál a cikkben szereplő információk forrásmegjelöléseként.